# Stefanos Stefanopoulos

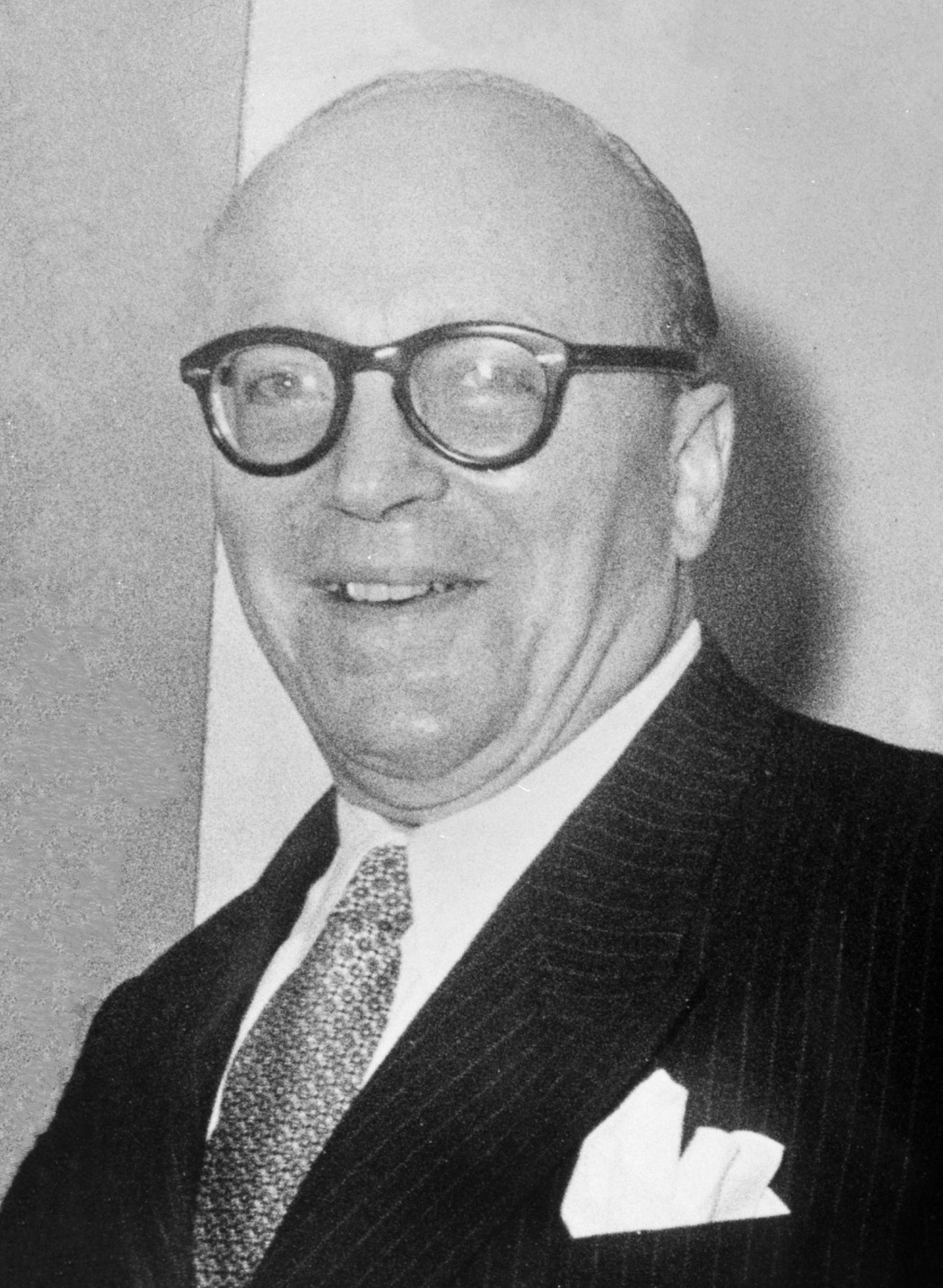
Stefanos Stefanopoulos

Stefanos Stefanopoulos (Grieks: Στέφανος Στεφανόπουλος) (Pyrgos, 1898 – Athene, 4 oktober 1982) was een Grieks gematigd conservatief politicus en premier van Griekenland van 17 september 1965 tot 22 december 1966.
Stefanopoulos was minister in de regering van Alexandros Papagos. Toen deze laatste in 1955 overleed, was Stefanopoulos korte tijd interim-premier. In 1965 werd hij eerste minister in een periode van crisis. Zijn regering viel één jaar later na een motie van wantrouwen in het parlement.
- Gemeinsame Normdatei: 1119774152
- International Standard Name Identifier: 0000 0000 4736 2421
- Library of Congress Control Number: no2008077383
- Virtual International Authority File: 68741621
- WorldCat: E39PBJt8j7PQGRpRpj6rgMTCQq